# Zuehl
Zuehl – jednostka osadnicza w Stanach Zjednoczonych, w stanie Teksas, w hrabstwie Guadalupe.